# Вилла Мадама
О другой вилле Медичи см. Вилла Медичи.
Не путать с Палаццо Мадама в Риме.

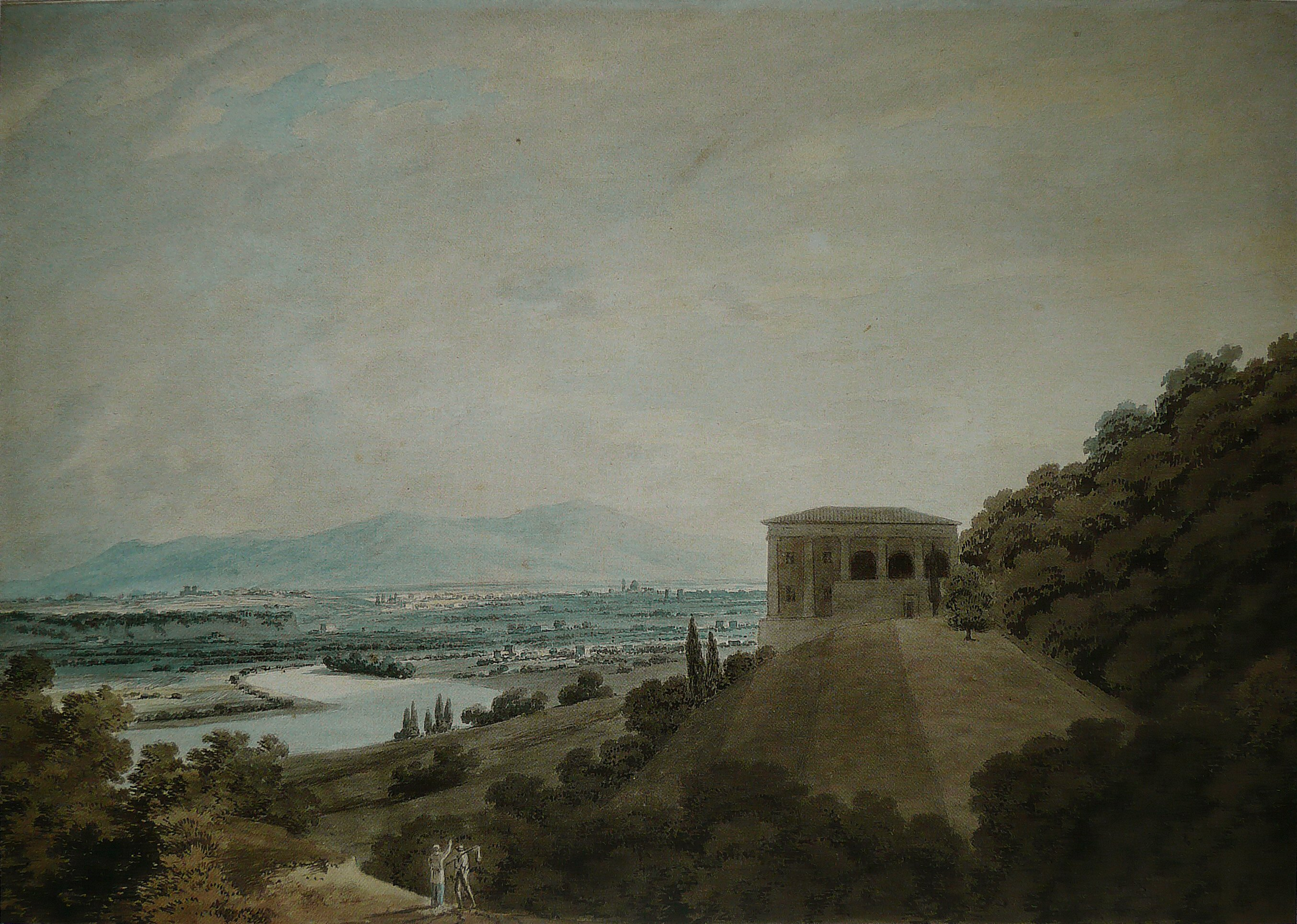
Дж. Р. Козенс. Вид Рима с виллы Мадама. 1791. Бумага, акварель. Частное собрание, Великобритания

Вилла Мадама (итал. Villa Madama) — выдающийся памятник архитектуры периода римского классицизма XVI века. Вилла построена на склоне Холма Марио (Monte Mario) близ правого берега реки Тибр на северо-западной окраине Рима по заказу кардинала Джулио Медичи, будущего папы римского Климента VII. Вначале называлась виллой Медичи. Своим позднейшим названием обязана Маргарите Пармской (она же Маргарита Австрийская, или «Мадам Маргарет»). Маргарита была женой племянника папы Климента VII, Алессандро Медичи, первого герцога Тосканы. Проект виллы разработал выдающийся художник итальянского Возрождения Рафаэль Санти. В настоящее время вилла используется в качестве представительства Президиума Совета министров и Министерства иностранных дел Итальянской Республики.

## История
В 1515 году кардинал Джулио Медичи, двоюродный брат папы римского Льва X, распорядился построить загородную виллу. Заказ получил Рафаэль Санти, известный как живописец, но не менее значимый и в качестве архитектора ренессансного Рима.
Работы начались в 1518 году, но в 1520 году умер Рафаэль. К тому времени успели построить только одно крыло П-образной в плане виллы, где начались оформительские работы. Позднее виллу оставили недостроенной и эксплуатировали только выстроенную часть. Проект Рафаэля дорабатывал Антонио да Сангалло Младший, он же руководил строительством в 1518—1520 годах. Помимо Антонио да Сангалло в работах участвовали Джулио Романо, наследник мастерской Рафаэля, Бальдассарре Перуцци, Перино дель Вага, Джован Франческо Пенни. Джованни да Удине занимался лепниной из стукко, а Баччо Бандинелли — скульптурой. Строительство вскоре прекратилось, и вилла была далека от завершения, когда после смерти Льва X в 1521 году кардинал Джулио Медичи вернулся во Флоренцию. В 1523 году, когда Джулио Медичи стал папой Климентом VII, работы возобновились, были завершены апартаменты и садовая лоджия.
В 1527 году после разграбления Рима ландскнехтами Карла V (итал. Sacco di Roma) при соучастии семьи Колонна и последующего соглашения между папой и императором завершение строительства стало невозможным. Вилла была разграблена и сожжена. Дж. Вазари писал, что папа, оказавшийся осаждённым в Замке Святого Ангела плакал, когда видел из своего убежища, как горит его вилла.
После смерти Климента VII (Джулио Медичи) в 1534 году вилла осталась в собственности семьи, сначала принадлежала кардиналу Ипполито Медичи, а затем герцогу Алессандро, правителю Флоренции, который женился на Маргарите Пармской (Австрийской), незаконнорожденной дочери Карла V, но оставил её вдовой в возрасте пятнадцати лет. «Мадама» вышла замуж за Оттавио Фарнезе, герцога Пармы и внука папы Павла III, и вскоре снова овдовела. После её смерти в 1586 году вилла перешла к семье Фарнезе, герцогам Пармы и Пьяченцы, что положило начало её медленному запустению.
Вилла продолжала приходить в упадок, перейдя по наследству к королю Неаполя Карлу Бурбонскому, который превратил её в сельскохозяйственную постройку. В течение XIX и начала XX веков виллу использовали как амбар, сельскохозяйственный склад и даже в качестве солдатской казармы.
В 1913 году здание приобрёл Морис Берже, инженер из Тулузы, который заказал реставрацию здания архитектору Марчелло Пьячентини. В 1925 году виллу купила американская наследница Дороти Чедуэлл Тейлор, графиня Дентиче ди Фрассо, которая за три года завершила реставрационный проект. Строительство второго этажа произошло благодаря вмешательству Пьячентини. По проекту своего отца Пио Пьячентини, вероятно, вдохновлённый работами Донато Браманте в Ватикане и Антонио да Сангалло Младшего на Вилле Фарнезе в Капрароле, Марчелло Пьячентини создал винтовую лестницу, ведущую на второй, «благородный» этаж. В новое время арки лоджии первого этажа были остеклены, чтобы защитить росписи сводов.
Дороти и её супруг, граф Карло Дентиче ди Фрассо обновили обстановку виллы. Дороти подарила виллу Бенито Муссолини, который возглавлял в то время итальянское правительство, а Муссолини в 1941 году передал её в дар государству, о чём свидетельствует надпись на специальной табличке в одном из интерьеров здания.
Научную реставрацию ансамбля с частичной реконструкцией проводили в 1925 и 2010 годах. Ныне вилла Мадама находится в собственности Президиума Совета министров и Министерства иностранных дел Итальянской Республики, которые используют её для международных гостей и пресс-конференций.

## Архитектура

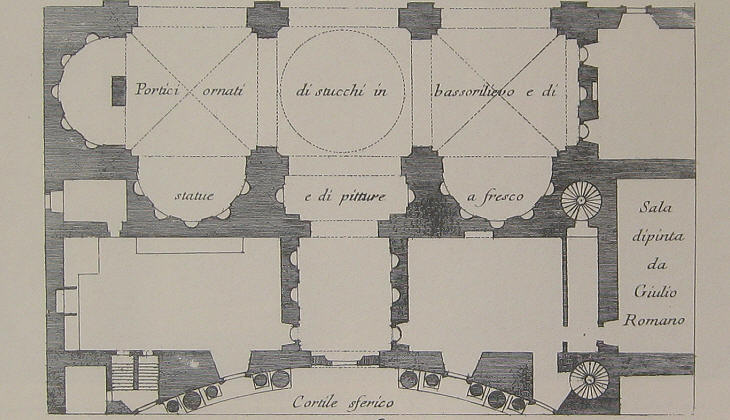
Дж. Вази. План виллы Мадама. 1761

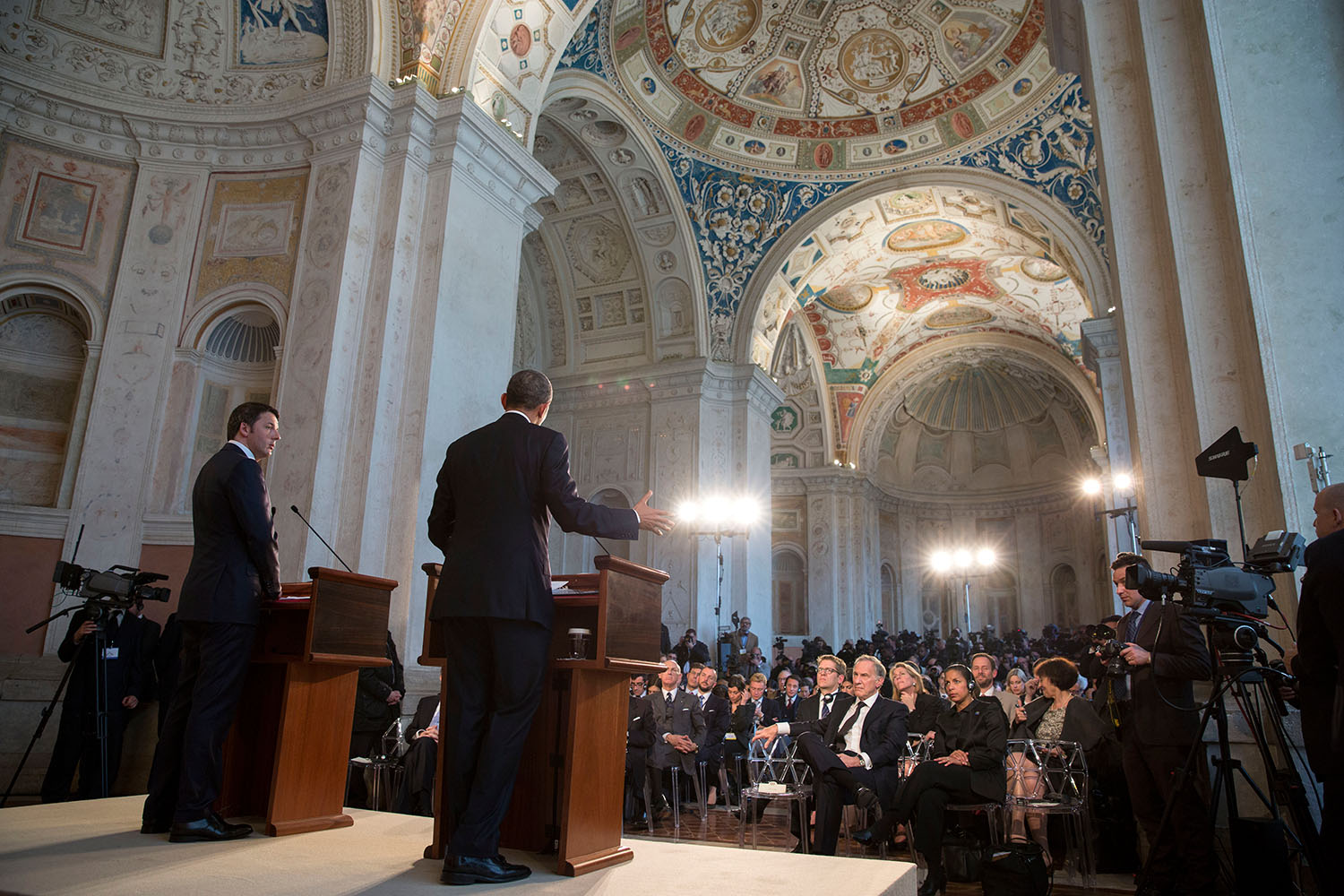
Конференция в лоджии виллы. 2014

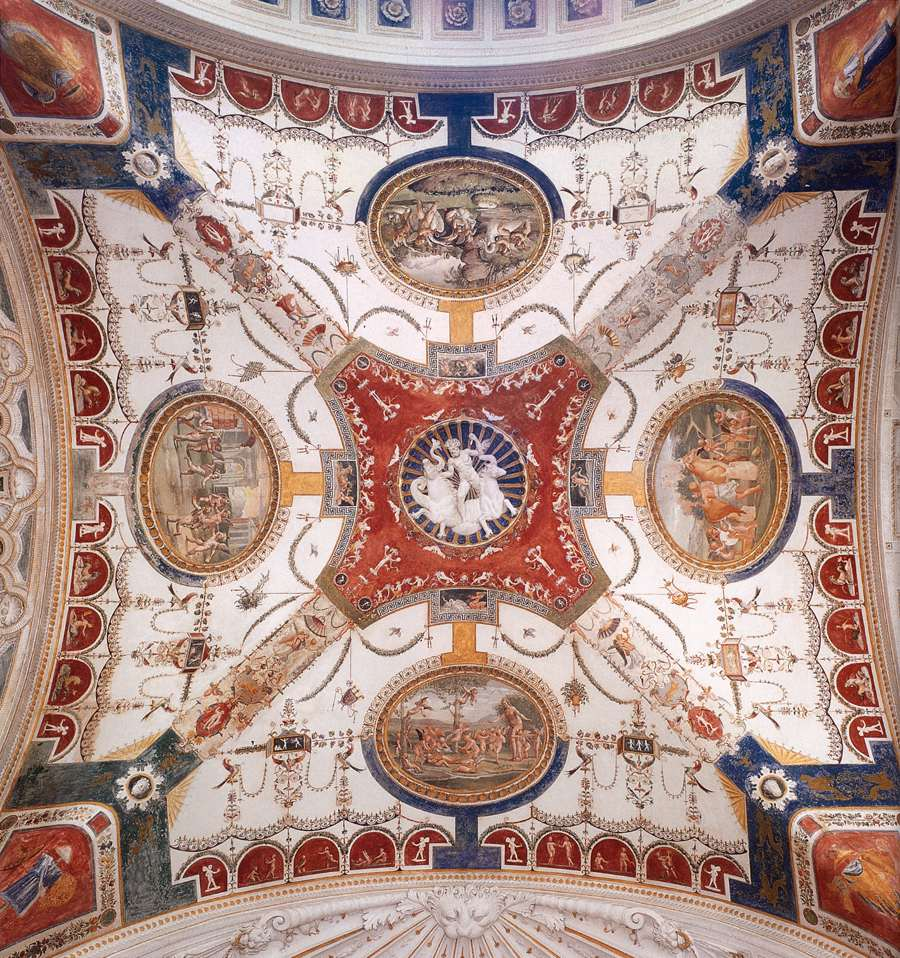
Дж. Да Удине. Роспись свода лоджии Виллы Мадама

Вилла Мадама была одной из первых загородных вилл особого, римского типа, построенных в Риме XVI века в «сельском стиле» (итал. stile rustico) согласно описаниям загородных вилл древнеримских патрициев поздней античности (лат. villa suburbana). Их описание содержится в «Нравственных письмах» Сенеки Младшего к Луцилию (I в. н. э.). Вилла имеет круглый внутренний двор (сохранилось одно полукружие стены), вокруг которого были разбиты сады, задуман театр под открытым небом, вырытый в склоне холма (не осуществлён), ипподром внизу и сад с системой террас, спускающихся к Тибру. Три террасы разнообразной планировки имели фонтаны. Вид на них открывался с верхней террасы.
Вилла, вероятно, была задумана Рафаэлем абсолютно симметричной, по аналогии с другими его постройками. Композиция следует классицистической схеме, разработанной Браманте (на опыте строительства ватиканского Бельведера), и отчасти традиции планировки античных вилл: замкнутый план, внутренний двор (кортиле), центральный круглый в плане зал, лоджия и выходящая в сад полуциркульная экседра. Выбор архитектора был не случаен. В Риме по проектам Рафаэля построены центрическая, крестово-купольная церковь Сант-Элиджо-дельи-Орефичи (Св. Элигия цеха ювелиров; 1509—1511) и изящная капелла Киджи церкви Санта-Мария-дель-Пополо (1512—1520). Рафаэль также проектировал фасады Палаццо Видони-Каффарелли (с 1515) и Бранконио дель Аквила (1520, здание не сохранилось) с богатой ордерной пластикой, Палаццо Якопо да Брешиа (разрушено).
Главный вход находится с южной стороны. Лоджия расположена на противоположной, северной стороне постройки. Её огромные арочные окна на уровне земли открываются прямо в сад. Центральная часть перекрыта куполом, боковые — крестовыми сводами. Центральная часть имеет проход в полукруглый двор, а боковые завершены экседрами с перекрытием типа конхи (сводчатым полукружием). По наблюдению И. А. Бартенева такая трёхчастная система характерна для тепидариев древнеримских терм Каракаллы и Диоклетиана.
Лоджия оформлена орнаментальной лепниной стукко (Джованни да Удине, 1525) и росписями гротесками (Джулио Романо).
В итальянском саду (giardino all’italiana) перед лоджией находится «Фонтан слона» (la Fontana dell’elefante), спроектированный Джованни да Удине, в память об индийском слоне «Анноне», привезённом в Рим португальским послом для коронации папы Льва X в 1514 году. Другой, не сохранившийся фонтан, описание которого привёл Джорджо Вазари, был «сельским фонтаном» (fonte rustica) с большой головой льва (намёк на папу Льва X). Под висячим садом есть пруд с рыбками. По сторонам входа, который ведёт с террасы в «сельский сад» (giardino rustico), установлены два лепных гиганта из стукко работы Баччо Бандинелли.